# In-Q-Tel
Pour les articles homonymes, voir IQT.
In-Q-Tel (IQT ou In-Q-It), à l'origine appelé Peleus (Pélée), est un fonds américain de capital-investissement à but non lucratif créé et géré par la Central Intelligence Agency. Son siège social se trouve à Arlington en Virginie à proximité de Washington DC, la capitale des États-Unis.
Sa mission est de repérer et financer des entreprises concevant des technologies commerciales originales pouvant être adaptées à la communauté américaine du renseignement.
In-Q-Tel prend des participations stratégiques dans des entreprises technologiques de pointe, notamment des startups liées à la collecte, l'analyse et le traitement de l'information, et donc en lien avec le renseignement. Les participations permettent souvent d'avoir un siège au conseil d'administration et donc de connaître et de suivre les évolutions technologiques des entreprises.
In-Q-Tel n’a pas à dégager de profits et fonctionne à 100 % avec de l’argent public. Sa politique d'investissement massif et sans recherche de profits en fait un partenaire privilégié pour les entrepreneurs des domaines de pointe.
En décembre 2018, le fonds ouvre son premier bureau à Londres. L’installation de ce bras financier de la communauté du renseignement américain en Europe inquiète les autorités françaises. Une source officieuse fait savoir que l’administration s’intéresse à leur procédure de conformité et sensibilise l'écosystème digital, « en faisant la preuve par l'exemple, qu'ils ne respectent pas, dans certains cas, leurs engagements d'investissement, ou viennent simplement pomper des technologies ».
En 2020, Selon Chris Darby, PDG du fonds américain, aujourd’hui « les grands enjeux sont l’informatique quantique, les infrastructures de communication 5G, les microprocesseurs et surtout les biotechnologies », a-t-il affirmé  devant le Congrès. De plus « la compétition entre les grandes puissances pour savoir qui étendra son influence sur le monde passe par la capacité d’un pays à être technologiquement dominant ».
Parmi ses investissements, se trouvent et se trouvaient notamment Prophesee (système de vision, fabrique des rétines artificielles dopées à l’intelligence artificielle),, Convera (logiciel), Inxight (recherche d'information et traitement automatique des langues), Tacit Software (logiciel), Attensity (traitement automatique des langues), Nanosys (nanotechnologie), Keyhole (Google Earth), Palantir Technologies (visualisation de données), Recorded Future (analyse prédictive).